# バトン (徳永英明の曲)
『バトン』は、2017年6月28日に発売された德永英明54枚目のシングル。

## 概要
1年3ヶ月振りのシングル。BATON
「バトン」はTBSテレビ系列『ひるおび!』2017年7月度エンディングテーマ。
カップリング曲「鼓動」は平原綾香へ提供曲のセルフカバー。
通常盤と初回限定盤2形態で発売。初回限定盤は「バトン」ミュージック・ビデオとメイキング映像を収録したDVD付。

## 収録曲
全曲 作詞・作曲：德永英明／編曲：瀬尾一三（1）坂本昌之（2）
1. バトン
2. 鼓動
3. バトン（Instrumental）
4. 鼓動（Instrumental）

### 初回限定盤付属DVD
1. バトン（Music Video）
2. バトン（Making of Music Clip）